# National Trails

Símbolo de la bellota utilizado para marcar las rutas de los National Trails.

Los National Trails son senderos de largo recorrido situados en Inglaterra y Gales. Están administrados por Natural England, una agencia estatutaria (statutory agency) del gobierno de Reino Unido, y Natural Resources Wales, una organización dependiente del Gobierno de Galés .
Los National Trails están marcados a lo largo de toda la ruta con el símbolo de la bellota.
En Escocia, los senderos equivalents a los National Trails se denominan Rutas de Larga Distancia (Long Distance Routes) y está administrados por Scottish Natural Heritage.

## Lista de National Trails
- Cleveland Way en Inglaterra
- Cotswold Way en Inglaterra
- England Coast Path alrededor Inglaterra (debería ser completado en 2020)
- Glyndŵr Way en Gales
- Camino del muro de Adriano en Inglaterra
- North Downs Way en Inglaterra
- Offa Dyke Path en Gales e Inglaterra
- Peddar's Way y Norfolk Coast Path en Inglaterra (ambos considerados como un único National Trail)
- Pembrokeshire Coast Path en Gales
- Pennine Bridleway en Inglaterra.
- Pennine Way principalmente en Inglaterra con un pequeño tramo en Escocia
- El Ridgeway en Inglaterra
- South Downs Way en Inglaterra
- South West Coast Path en Inglaterra—el más largo del Reino Unido
- Thames Path en Inglaterra
- Yorkshire Wolds Way en Inglaterra

La longitud total de todos estos senderos juntos supera los 4,000 kilómetros (2,500 mi).